# ノヴェー・ザームキ - コマーロム線
ノヴェー・ザームキ - コマーロム線（ノヴェー・ザームキ - コマーロムせん、スロバキア語: Železničná trať Nové Zámky – Komárom）は、スロバキア国鉄の鉄道線の名称である。路線番号は135。
1910年に開業した。ノヴェー・ザームキとコマールノを結ぶ役割が主で、路線は隣国ハンガリーの南コマーロムまで繋がっているが、旅客列車は運行されていない。また、ブラチスラヴァ～コマールノ間は、並行する131号線ではなく、ノヴェー・ザームキ乗換で本路線を経由する方が所要時間が短い。

## 運行形態[2]
- コマールノ - ノヴェー・ザームキ
全て各駅停車で、2時間に1本、平日の午後は1時間に1本運行される。ノヴェー・ザームキで、130号線ブラチスラヴァ・プラハ・ベルリン方面特急と接続する。全列車が線内のみの運行である。
過去の運行状況
2016年以前は、150号線のレヴィツェから乗り入れる便も運行されていた。140号線に直通していなかった一方、一日2往復が130号線のブラチスラヴァ方面に直通していた。
2016年末に、レヴィツェ方面への乗り入れを中止。
2018年末に、140号線に一日あたり平日2往復、休日1往復が直通する様になった。130号線のブラチスラヴァ方面への直通は、ガランタ発の平日片道1本のみとなった。
2019年末に、140号線との直通が、平日南行2本・北行7本、休日南行1本・北行3本に大幅増発された。2019年春に、南行に限り140号線との直通が休止された。
2021年末に、130号線、140号線との直通を取りやめた。

## 駅一覧
以下では、スロバキア国鉄135号線の駅と営業キロ、停車列車、接続路線などを一覧表で示す。なお、全て各駅停車である。
| 路線名 | 駅名                 | 駅間営業キロ | 累計営業キロ         | 累計営業キロ       | 接続路線                           | 所在地                     | 所在地               |
| ------ | -------------------- | ------------ | -------------------- | ------------------ | ---------------------------------- | -------------------------- | -------------------- |
| 135    | コマーロム駅         | -            | 南コマーロムから 0.0 |                    |                                    | コマーロム・エステルゴム県 | コマーロム郡         |
| 135    | コマールノ駅         | 6.6          | 南コマーロムから 6.6 | コマールノから 0.0 | 131号線、136号線                   | ニトラ県                   | コマールノ郡         |
| 135    | ホチーン駅           | 7.1          | 13.7                 | 7.1                |                                    | ニトラ県                   | コマールノ郡         |
| 135    | フルバノヴォ駅       | 7.6          | 21.3                 | 14.7               |                                    | ニトラ県                   | コマールノ郡         |
| 135    | バイチ駅             | 5.8          | 27.1                 | 20.5               |                                    | ニトラ県                   | コマールノ郡         |
| 135    | ノヴェー・ザームキ駅 | 8.3          | 35.4                 | 28.8               | 130号線、140号線、150号線、151号線 | ニトラ県                   | ノヴェー・ザームキ郡 |